# Geni.com
Die Website Geni.com gilt als eine der weltweit größten kooperativ aufgebauten Plattformen für Genealogie. Sie gehört zum Unternehmen MyHeritage.

## Geschichte
Sie wurde am 16. Januar 2007 von David O. Sacks in Kalifornien gegründet. Im November 2012 kaufte der Konkurrent MyHeritage die Website auf, beschäftigte jedoch weiterhin alle Mitarbeiter und führte das Angebot fort. Im August 2017 verfügte die Datenbank über 11 Millionen Benutzerkonten und Profile von 115 Millionen Menschen.

## Funktionsweise
Die Benutzer legen zunächst Profile von sich selbst, ihren Eltern, Geschwistern und weiteren verwandten Personen mit Namen, Lebensdaten und anderen Informationen an, wobei jeweils einzelne Stammbäume entstehen. Profile ein und derselben Person in unterschiedlichen Stammbäumen können miteinander verschmolzen werden, wobei auch die zugehörigen Stammbäume zu einem gemeinsamen Stammbaum verbunden werden. Dieses Verfahren verläuft anders als bei MyHeritage, wo die Stammbäume entsprechend ergänzt, aber weiterhin unabhängig bleiben.
Mit einer Basis-Mitgliedschaft lassen sich unbegrenzt Profile anlegen, doppelte eigene Profile verschmelzen, erweiterte Beziehungspfade ansehen sowie bis zu 1 GB Medien hochladen. In anderen Profilen kann gesucht werden, bei Treffern wird jedoch nichts weiter angezeigt und der Nutzer wird aufgefordert, eine kostenpflichtige Pro-Mitgliedschaft abzuschließen. Diese ermöglicht auch u. a. unbegrenztes Hochladen von Medien sowie erweiterte Such- und Bearbeitungsfunktionen.

## Welt-Familienstammbaum
Der Welt-Familienstammbaum ist der größte der bei Geni erstellten Stammbäume. Er enthält über 150 Millionen Profile, darunter zahlreiche berühmte Persönlichkeiten wie Elisabeth II., George Washington und Thomas Edison. Benutzer, die mit dem Welt-Familienstammbaum verbunden sind, können feststellen, ob und durch welche Personen sie mit diesen verwandt sind.

## Forschung
Im Jahr 2018 veröffentlichten Wissenschaftler um Joanna Kaplanis, New York Genome Center, eine Studie in der Zeitschrift Science über den bisher größten Stammbaum der Menschheit. Die Auswertung basierte auf den Informationen von Geni.com. Der erarbeitete Stammbaum umfasst 13 Millionen Menschen über 500 Jahre und 11 Generationen. Aus dem Stammbaum ließen sich unter anderem folgende sozioökonomische Erkenntnisse ablesen:
- Vor 1850 war der Durchschnitts-Ehepartner ein Verwandter vierten Grades, heute liegt der Durchschnitt beim siebten Grad.
- In den letzten 300 Jahren sind Frauen häufiger migriert, Männer dagegen über weitere Strecken.
- Langlebigkeit ist nur zu einem kleinen Teil genetisch bedingt, mit einem Einfluss von bis zu fünf Jahren. Hingegen vermindert Rauchen die Lebenserwartung um bis zu zehn Jahre.